# Sportplatz Kynaststraße
Der Sportplatz Kynaststraße, auch Sportplatz am Bahnhof Ostkreuz, war ein Fußballplatz im Berliner Bezirk Lichtenberg, der sich zwischen dem Bahnhof Ostkreuz und der Rummelsburger Bucht befand. Er wurde 1923 angelegt und ab 1966 durch den SV Sparta Lichtenberg betrieben. 2013 wurde er schlussendlich aufgegeben. Die genaue Adresse lautete Kynaststraße 25 (heute An der Mole).
Besondere Bedeutung erlangte der Sportplatz als Stätte des Arbeitersports.

## Vorgeschichte

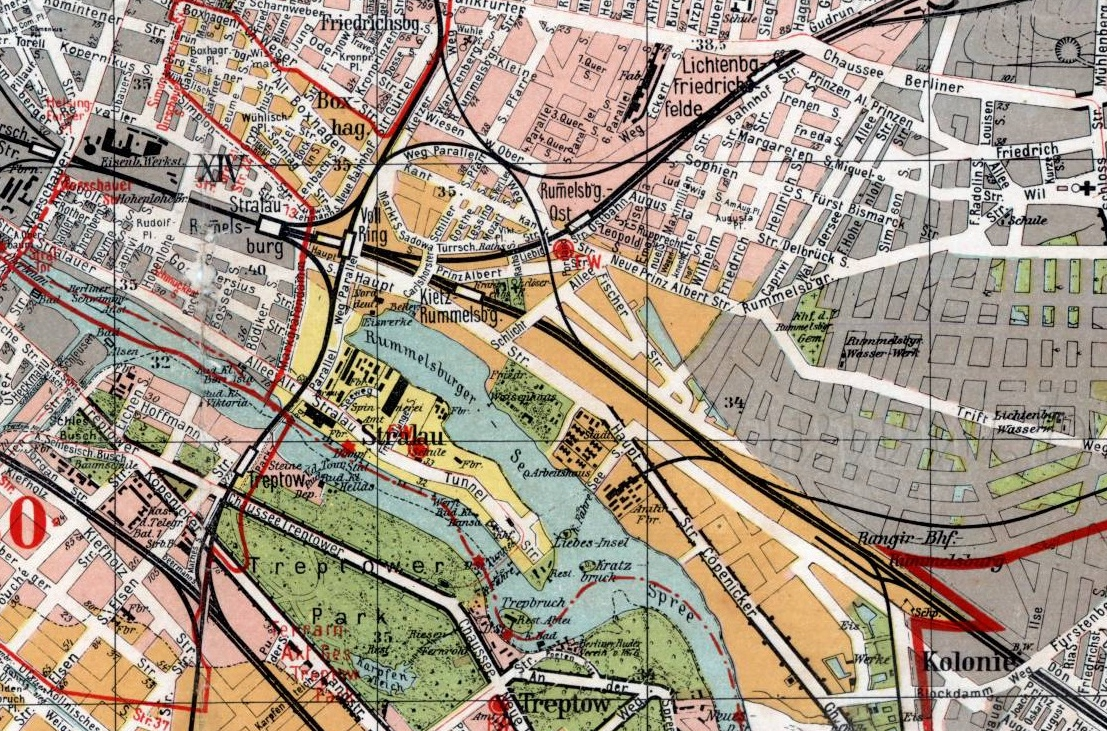
Boxhagen-Rummelsburg 1907. Am Nordwest-Ufer des Rummelsburger Sees lag die Eisfabrik von Carl Bolle.

Vor der Bebauung als Sportplatz befand sich auf dem Gelände an der Kynaststraße eine Eisfabrik. Ab 1863 begann der Unternehmer Carl Bolle in der Rummelsburger Bucht mit der Gewinnung von Eis, das im Winter als Natureis abgebrochen und dort eingelagert wurde. Bereits 1868 wurde von 18 Eisschuppen berichtet, in denen mittels Dampfmaschinen Eis geschnitten wurde und die jeweils 30.000 Zentner Eis einlagern konnten. Im Jahr 1872 erfolgte die Gründung der Norddeutschen Eiswerke AG durch Carl Bolle. 1886 vermeldete das Teltower Kreisblatt, dass in dem Rummelsburger Eiswerk täglich etwa 150 Transportwagen mit 6000 Zentnern Eis für die Versorgung Berlins beladen wurden. Bis zur Jahrhundertwende waren die Hallen des Eiswerks wiederholt von Bränden betroffen. 1887 wurde gar die Explosion einer Ammoniakbombe gemeldet. In den nächsten Jahren kooperierten die Norddeutschen Eiswerke mit der Kälte- und Eismaschinen Linde AG bei der Entwicklung von Kühlhäusern und engagierten zeitweise u. a. Rudolf Diesel.
Durch den Ersten Weltkrieg kam es ab 1914 zu Arbeitskräftemangel und die Betriebe wurden stillgelegt. 1919 wurde das Grundstück in Rummelsburg vom Reichs-Militärfiskus aufgrund des Kriegsleistungsgesetzes beschlagnahmt. Die Eisschuppen waren unter Schneelast zusammengebrochen. 1921 erfolgte der Verkauf.

## Geschichte des Sportplatzes

### Anlage in den 1920er Jahren bis Kriegsende
Als der Gemeinde-Sportplatz an der Hirschberger Straße (Lage) dem neuen Hauptwerk der Knorr-Bremse GmbH weichen musste, wurde 1923 der Sportplatz an der Kynaststraße angelegt. Da die Mitglieder der Freien Turnerschaft Lichtenberg zur Zeit der Hyperinflation einen Großteil der Bauarbeiten am Sportplatz übernahmen, wurde den Sportlern durch das Sportamt weitestgehende Freiheit zur Nutzung des Platzes eingeräumt.
Am 24. August 1924 wurde schließlich mit einem Eröffnungsspiel zwischen Arbeiter-Auswahlmannschaften (ATSB) von Berlin und Hamburg die Tribüne des Sportplatzes eingeweiht. Das Spiel endete vor 3500 Zuschauern mit 1:1. Die kleine Tribüne stand an der nördlichen Längsseite des Platzes und bot neben den Umkleidekabinen im Untergeschoss auch zwei bis drei Sitzreihen im Obergeschoss. Der Platz hatte zunächst nur eine einfache Lehmdecke und wurde erst später mit einer Grasnarbe versehen. Hauptnutzer war zunächst die Freie Turnerschaft, später wurden es der SV Stralau 1910 und ab 1966 dann Sparta 1911 Lichtenberg.
Am zweiten Septemberwochenende 1925 sollte erneut ein Auswahl-Spiel der Märkischen Spiel-Vereinigung stattfinden, doch der ATSB-Bundesvorstand untersagte den Berlinern gegen eine Auswahl aus Charkow anzutreten. Stattdessen trat eine Mannschaft der Internationalen Arbeiter-Hilfe an und die Einnahmen sollten der Kommunistischen Bewegung Chinas gespendet werden. Etwa 6000 Zuschauer auf dem Sportplatz und viele weitere Tausend auf Zäunen, Mauern, der Böschung und auf dem Bahnsteig des S-Bahnhofs Stralau-Rummelsburg sahen am 12. September 1925 ein 4:1 der Gäste aus Charkow. Am nächsten Tag fand im Stadion Lichtenberg dennoch eine Begegnung der Auswahlmannschaften von Berlin und Charkow statt, dass die Gäste abermals vor 4500 Zuschauern mit 3:0 gewannen.
Ein weiteres sogenanntes Russenspiel fand am 25. Januar 1926 statt. Mit Glatteis, Matsch und Pfützen bot der Platz sehr schlechte Bedingungen. In einer hart geführten Begegnung besiegte die Moskauer Auswahl ihre Berliner Genossen mit 7:0. Die Heimmannschaft setzte sich aus Spielern zehn verschiedener Vereine zusammen und hatte in dieser Konstellation bis dahin noch nie zusammengespielt. Unter den 6500 Zuschauern befanden sich auch der ATSB-Bundesturnwart Richard Koppisch und der ATSB-Vorsitzende Cornelius Geliert.
Ab 1931 kam mit dem Berolina-LSC ein weiterer Verein hinzu, der aus dem Lichtenberger SC 01 und dem SC Berolina 01 entstanden war und bis in die Verbandsliga aufstieg. Im Sommer 1935 verkündete der Völkische Beobachter, dass ähnlich dem Reichssportfeld im Westen Berlins auf dem Sportplatz Kynaststraße „mit dem Bau eines Sportfeldes begonnen worden ist.“ Das wichtigste Spiel in der Zeit des Nationalsozialismus fand an der Kynaststraße am 22. September 1935 statt, als der Zweitligist Berolina-LSC in der 2. Runde des Tschammerpokals mit 3:2 gegen Vorwärts-Rasensport Gleiwitz gewann – 4000 Zuschauer sahen die Begegnung. Im Rahmen seiner Trainerausbildung machte außerdem Sepp Herberger ein Praktikum bei Berolina und hielt noch bis ins hohe Alter den Kontakt zum Verein.
Mussten die Sportler des in der Nähe spielenden SC Sparta Lichtenberg, der 1931 und 1932 bei der kommunistischen Kampfgemeinschaft für Rote Sporteinheit mitspielte, zur Tarnung den SC Empor Lichtenberg neugründen, kam der SV Stralau 1910 dem Vereinsverbot davon. Die Stralauer waren bis 1933 ebenso Mitglied der KPD-nahen Märkischen Spiel-Vereinigung, überlebten das Verbot der Arbeitersportbewegung allerdings. Ab 1943 bildete Stralau mit Berolina eine Kriegssportgemeinschaft, die als Berolina Stralau bis heute Bestand hat.

### Nach 1945
Vermutlich konnte durch Kriegsschäden nach 1945 für einige Jahre kein Spielbetrieb an der Kynaststraße stattfinden. Obwohl Karten den Sportplatz ausweisen, sprechen sowohl Berliner Verwaltung als auch Sportpresse von der Errichtung des Sportplatzes im Jahr 1953. In den ersten Nachkriegsjahren nutzte zunächst vor allem Berolina Stralau den Platz. Sparta Lichtenberg spielte auf dem Schlackeplatz an der Hauffstraße und teilte sich gelegentlich das Hans-Zoschke-Stadion mit Lichtenberg 47. Erst 1966 siedelte Sparta zur Kynaststraße über, während Berolina zum Lasker-Sportplatz umzog. Daraufhin wurde der Sportplatz an der Kynaststraße peu à peu saniert. Die Neue Fußballwoche sprach 1979 davon, dass die Sparta-Mitglieder im Laufe der Jahre 30.000 freiwillige Arbeitsstunden geleistet hätten.
Sportliche Höhepunkte stellten in dieser Zeit ein Spiel von Berolina Stralau gegen den ASK Vorwärts Berlin zum 60. Vereinsjubiläum dar. Die Begegnung, die mit dem 13. August 1961 am Tag des Mauerbaus stattfand, endete vor nur 1000 Zuschauern mit 3:0 für den amtierenden DDR-Meister.
Im Jahr 1977 wurde es mit einem Trainingsaufenthalt der Schottischen Nationalmannschaft, die sich hier auf ein Länderspiel gegen die DDR vorbereitete, international. Die Schotten verloren später im Stadion der Weltjugend mit 0:1.
Von 1974 bis 1991 diente der Sportplatz an der Kynaststraße außerdem fast durchgehend als Austragungsort des Finales um den FDGB-Bezirkspokal von Ost-Berlin. Einzig 1977 wurde in das Stadion an der Zachertstraße ausgewichen, da mit Sparta Lichtenberg die Hausherren selbst im Finale standen.
Nach der politischen Wende spielte Sparta Lichtenberg zeitweise in der Verbandsliga Berlin auf dem Platz an der Kynaststraße. Nach der Jahrtausendwende sollte der Sportplatz schließlich dem Neubau des Bahnhofs Ostkreuz weichen. Aus diesem Grund wurde ersatzweise der Sportplatz an der Fischerstraße geschaffen, zu dem Sparta 2007 umzog. Nachdem die Pläne geändert wurden, lag der Platz dennoch brach und wurde zwischenzeitlich von Türkiyemspor Berlin für den Trainingsbetrieb genutzt. Im Jahr 2013 wurde schlussendlich der „Sportplatz Kynaststraße 25 […] zugunsten einer städtebaulichen Neuordnung“ aufgegeben.

## Nachnutzung

### Brache
Das Gelände des Sportplatzes lag nun einige Zeit brach. Verschiedentlich nutzten Zirkusse den Platz als Winterquartier und später siedelte sich hier der Spiegelpalast PALAZZO, ein auf Dinner-Shows spezialisierter Event-Dienstleister, an.
Anschließend entstand Ende der 2010er Jahre auf dem ehemaligen Sportplatz ein großes Obdachlosencamp aus Zelten und selbstgebauten Hütten, in dem bis zu 160 Personen lebten. Dieses wurde im Februar 2021 trotz Protesten geräumt und die Bewohner vorübergehend in Hotels untergebracht.

### Ocean Berlin
Zukünftig soll auf dem Gelände das Ocean Berlin (vorher: Coral World Berlin) entstehen, zu dem auch ein öffentlicher Park gehören wird. Der Beschluss des Bebauungsplans durch die Lichtenberger Bezirksverordnetenversammlung erfolgte 2019. Eine Klage der Initiative Bucht für alle und der Naturfreunde Berlin gegen den Bebauungsplan wurde vom Oberverwaltungsgericht im Februar 2022 abgewiesen. Die Initiative hatte außerdem 40.000 Unterschriften gegen die geplante Bebauung gesammelt. Im März 2022 wurde bekannt, dass die Coral World entgegen vorheriger Äußerungen als ein Hotelkomplex mit Meeresmuseum realisiert werden soll. Für das Meeresmuseum werden von der CWB Coral World Berlin GmbH Investitionskosten in Höhe von 96,3 Millionen Euro veranschlagt, von denen erfolglos 7,3 Millionen Euro als Fördermittel aus dem Programm Verbesserung der regionalen Wirtschaftsstruktur (GRW) beantragt wurden. Die Fertigstellung der Coral World sollte zunächst 2025 geschehen. In den weiteren Planungen wurde das Vorhaben in Ocean Berlin umbenannt und die Fertigstellung auf 2026 datiert.

## Statistik

### Vereinswettbewerbe bis 1945

#### 1925
Kreismeisterschaft der Märkischen Spiel-Vereinigung
| Datum         | Runde    | Heim            | Gast                | Ergebnis  | Zuschauer |
| ------------- | -------- | --------------- | ------------------- | --------- | --------- |
| 15. März 1925 | Vorrunde | SV Stralau 1910 | Fortuna Tangermünde | 4:1 (1:0) | 1500      |
| 5. Apr. 1925  | Finale   | SV Stralau 1910 | BFC Teutonia        | 4:1 (0:0) | 4000      |

Ostdeutsche Meisterschaft des ATSB
| Datum         | Runde    | Heim            | Gast                  | Ergebnis  | Zuschauer |
| ------------- | -------- | --------------- | --------------------- | --------- | --------- |
| 26. Apr. 1925 | Vorrunde | SV Stralau 1910 | TV Eichenkranz Eulo   | 6:2 (0:2) | 2000      |
| 17. Mai 1925  | Finale   | SV Stralau 1910 | FT Ponarth Königsberg | 1:0 (1:0) | 2500      |

#### 1926
Kreismeisterschaft der Märkischen Spiel-Vereinigung
| Datum          | Runde        | Heim            | Gast                      | Ergebnis  | Zuschauer |
| -------------- | ------------ | --------------- | ------------------------- | --------- | --------- |
| 1. August 1926 | Dreier Runde | SV Stralau 1910 | Luckenwalder Turnerschaft | 1:3 (1:2) | k. A.     |

#### 1929
Kreismeisterschaft der Märkischen Spiel-Vereinigung
| Datum          | Runde        | Heim                       | Gast              | Ergebnis  | Zuschauer |
| -------------- | ------------ | -------------------------- | ----------------- | --------- | --------- |
| 21. April 1929 | Dreier Runde | SC Sparta 1911 Lichtenberg | FT Neukölln-Britz | 4:4 (1:3) | 1000      |

Ostdeutsche Meisterschaft des ATSB
| Datum          | Runde  | Heim      | Gast                      | Ergebnis  | Zuschauer |
| -------------- | ------ | --------- | ------------------------- | --------- | --------- |
| 28. April 1929 | Finale | FT Döbern | Luckenwalder Turnerschaft | 4:2 (1:2) | 1000      |

#### 1931
Meisterschaft der Märkischen Spiel-Vereinigung
| Datum        | Runde        | Heim                       | Gast          | Ergebnis  | Zuschauer |
| ------------ | ------------ | -------------------------- | ------------- | --------- | --------- |
| 17. Mai 1931 | Dreier Runde | SC Sparta 1911 Lichtenberg | Neuköllner BC | 7:1 (2:1) | 3000      |

#### 1932
Spielvereinigung des 1. Kreises im ATSB
| Datum            | Runde  | Heim                             | Gast                 | Ergebnis | Zuschauer |
| ---------------- | ------ | -------------------------------- | -------------------- | -------- | --------- |
| 14. Februar 1932 | Finale | FSV Eintracht Reinickendorf-West | Pankower SC Adler 08 | 5:3      | 2000      |

#### 1935
Tschammerpokal
| Datum              | Runde    | Heim         | Gast                         | Ergebnis | Zuschauer |
| ------------------ | -------- | ------------ | ---------------------------- | -------- | --------- |
| 22. September 1935 | 2. Runde | Berolina-LSC | Vorwärts-Rasensport Gleiwitz | 3:2      | 4000      |

### Auswahlmannschaften des Arbeitersports
| Datum              | Runde  | Heim        | Gast      | Ergebnis | Zuschauer |
| ------------------ | ------ | ----------- | --------- | -------- | --------- |
| 24. August 1924    | Berlin | Hamburg     | 1:1 (1:0) | 3500     |           |
| 26. Oktober 1924   | Berlin | Dresden     | 1:1 (1:0) | 4000     |           |
| 20. Juli 1925      | Berlin | Fürth       | 3:1 (1:1) | 1000     |           |
| 12. September 1925 | Berlin | Charkow     | 1:4 (1:1) | 15.000   |           |
| 25. Januar 1926    | Berlin | Moskau      | 0:7 (0:4) | 6500     |           |
| 5. November 1928   | Berlin | Luckenwalde | 4:1 (0:0) | 500      |           |
| 30. November 1929  | Berlin | Luckenwalde | 0:5 (0:1) | 1000     |           |
| 6. April 1930      | Berlin | Leipzig     | 3:3 (0:3) | 6000     |           |
| 6. Juni 1930       | Berlin | Königsberg  | 5:0 (4:0) | 4000     |           |
| 27. September 1931 | Berlin | Stettin     | 8:1 (2:1) | 2000     |           |

### Finalspiele um den FDGB-Bezirkspokal Ost-Berlins
Ab 1974 fanden jährlich, mit Ausnahme 1977, die Finalspiele des Ost-Berliner FDGB-Pokals an der Kynaststraße statt.
| Datum         | Runde                          | Heim                          | Gast                 | Ergebnis | Zuschauer |
| ------------- | ------------------------------ | ----------------------------- | -------------------- | -------- | --------- |
| 15. Juni 1974 | 1. FC Union Berlin II          | SG Berolina Stralau           | 4:0                  | 1000     |           |
| 8. Juni 1975  | SG Hohenschönhausen            | BSG Luftfahrt Berlin          | 4:1                  | 0 700    |           |
| 29. Mai 1976  | BSG NARVA Berlin               | BSG Bergmann-Borsig Berlin    | 4:0                  | 0 800    |           |
| 3. Juni 1978  | BSG NARVA Berlin               | SG Hohenschönhausen           | 4:2                  | 0 800    |           |
| 9. Juni 1979  | BSG Bergmann-Borsig Berlin II  | BSG Luftfahrt Berlin          | 1:1 n. V., 7:6 i. E. | 0 500    |           |
| 31. Mai 1980  | BSG EAB 47 Berlin              | BSG Berliner Verkehrsbetriebe | 5:0                  | 1000     |           |
| 30. Mai 1981  | BSG Rotation Berlin            | BSG EAB 47 Berlin             | 4:4 n. V., 3:1 i. E. | 1000     |           |
| 4. Juni 1982  | BSG Rotation Berlin            | BSG Berliner Verkehrsbetriebe | 4:1                  | 0 500    |           |
| 11. Juni 1983 | BSG EAB 47 Berlin              | BSG Einheit Pankow            | 3:2 n. V.            | 1200     |           |
| 22. Mai 1984  | BFC Dynamo II                  | BSG Berliner Verkehrsbetriebe | 6:0                  | 0 500    |           |
| 24. Mai 1985  | 1. FC Union Berlin II          | SG Hohenschönhausen           | 4:2                  | 0 500    |           |
| 23. Mai 1986  | BSG Kabelwerk Oberspree Berlin | BSG Rotation Berlin II        | 2:0 n. V.            | 1000     |           |
| 29. Mai 1987  | BSG Kabelwerk Oberspree Berlin | BSG Bergmann-Borsig Berlin    | 2:1                  | 0 800    |           |
| 27. Mai 1988  | BSG Bergmann-Borsig Berlin     | BSG Empor HO Berlin           | 3:2                  | 0 800    |           |
| 3. Juni 1989  | BSG Bergmann-Borsig Berlin     | BSG Tiefbau Berlin            | 2:1 n. V.            | 0 700    |           |
| 30. Mai 1990  | BSG Tiefbau Berlin             | BSG Motor Köpenick            | 2:1                  | 0 500    |           |
| 1. Mai 1991   | SV Blau-Gelb Berlin            | SV Empor Berlin               | 2:0                  | 0 250    |           |